# Luigino Scricciolo
Luigino Scricciolo (Castiglione del Lago, 5 giugno 1948 – Roma, 24 marzo 2009) è stato un giornalista, politico e sindacalista italiano.
Arrestato nel 1982 come presunto appartenente alle Brigate Rosse, è rimasto in carcere per 20 anni, fino al 2001.

## Biografia
Dal 1967 è studente dell'Università di Roma. Studia scienze statistiche demografiche ed attuariali e segue i corsi di Paolo Sylos Labini.
Nel 1967 inizia la contestazione studentesca e partecipa ai collettivi studenteschi. Nato in una famiglia comunista, aderiva all'Unione dei Comunisti Italiani fin dalla fondazione dopo aver partecipato a tutte le iniziative del Movimento Studentesco (1968).
L'Unione subisce una frattura interna (1969): la stragrande maggioranza dei militanti lascia l'organizzazione. Esce dall'organizzazione e con un gruppo di compagni partecipa alla controinchiesta sulla strage alla Banca dell'Agricoltura di Milano da cui uscirà il volume, pubblicato da Samonà e Savelli, La strage di stato (1970).
All'inizio del 1970, in pieno autunno caldo, fonda con Guido Ferrantelli, la rivista mensile antimperialista Città Futura. Dalla rivista prenderà il nome la prima radio libera militante della sinistra romana, Città Futura, diretta da Renzo Rossellini jr.. Allo scioglimento del collettivo  redazionale (1973), aderisce ad Avanguardia Operaia.
Nel 1975 aderisce al Partito di Unità Proletaria e ne segue i rapporti internazionali; in seguito, dopo la scissione con la sinistra del PdUP, confluirà con essa in Democrazia Proletaria. Eletto nel comitato centrale di DP, diviene il responsabile dell'ufficio internazionale.
Nel 1979, al termine della campagna elettorale per il primo Parlamento europeo, lascia DP per entrare nel dipartimento internazionale della UIL. Nel 1980 assume la direzione del dipartimento, confermato nell'incarico all'8º congresso nazionale dell'UIL ("Dall'antagonismo al protagonismo"), svoltosi a Roma (10-15 giugno). Membro del comitato centrale della UIL, rappresentante-delegato UIL nella Confederazione Europea dei Sindacati e nella Icftu.
Il 4 febbraio 1982, è stato arrestato a Firenze con accuse di terrorismo e poi di spionaggio. Viene prosciolto in istruttoria da tutte le accuse poi vent'anni dopo, nel 2001.
Il 24 marzo 2009, Luigino Scricciolo muore a Roma per un malore.
Nel luglio 2023, i giornalisti Daniele Barbieri e Gianluca Cicinelli dedicano a Luigino Scricciolo il libro 365, edito da Calamaro Edizioni. Il libro ripercorre in parte la storia di Scricciolo ripartendo dall'amicizia che legava i giornalisti a Luigino.

## Attivismo
Fu tra i promotori delle campagne contro la Coppa Davis in Cile, il Mondiale di calcio in Argentina nonché le iniziative per uno sport popolare e di massa con il Circolo Giovanni Castello, ora Polisportiva.
Sostenitore della decolonizzazione dell'Angola, Guinea e Mozambico stringe rapporti con il MPLA (Neto e Carreira), il Frelimo ed il Paigc. In Portogallo, partecipa alle manifestazioni del Movimento delle Forze Armate come esponente di DP e stringe legami politici con il MES ed Otelo Saraiva de Carvalho.
Nella attività internazionale sostenne Charta 77, il dissenso in URSS, la resistenza afgana e soprattutto Solidarność: primo italiano a parlare alla direzione nazionale (Mks) del sindacato polacco nell'autunno 1980, invitò Lech Wałęsa in Italia, nel suo primo viaggio all'estero, realizzatosi nel 1981. 
Come giornalista ha fatto parte del comitato di redazione della rivista geopolitica francese Outre Terre e della rivista inglese Geopolitical Affairs. Collabora alla rivista Previdenza Agricola, organo dell'Enpaia e ad altre pubblicazioni nazionali.

## Opere
- Luigino Scricciolo, Venti anni in attesa di giustizia. Dal sindacato al carcere: imputazione spionaggio, a cura di D. Repetto, Memori, 5 novembre 2010, ISBN 978-8889475287.